# FERMIAC

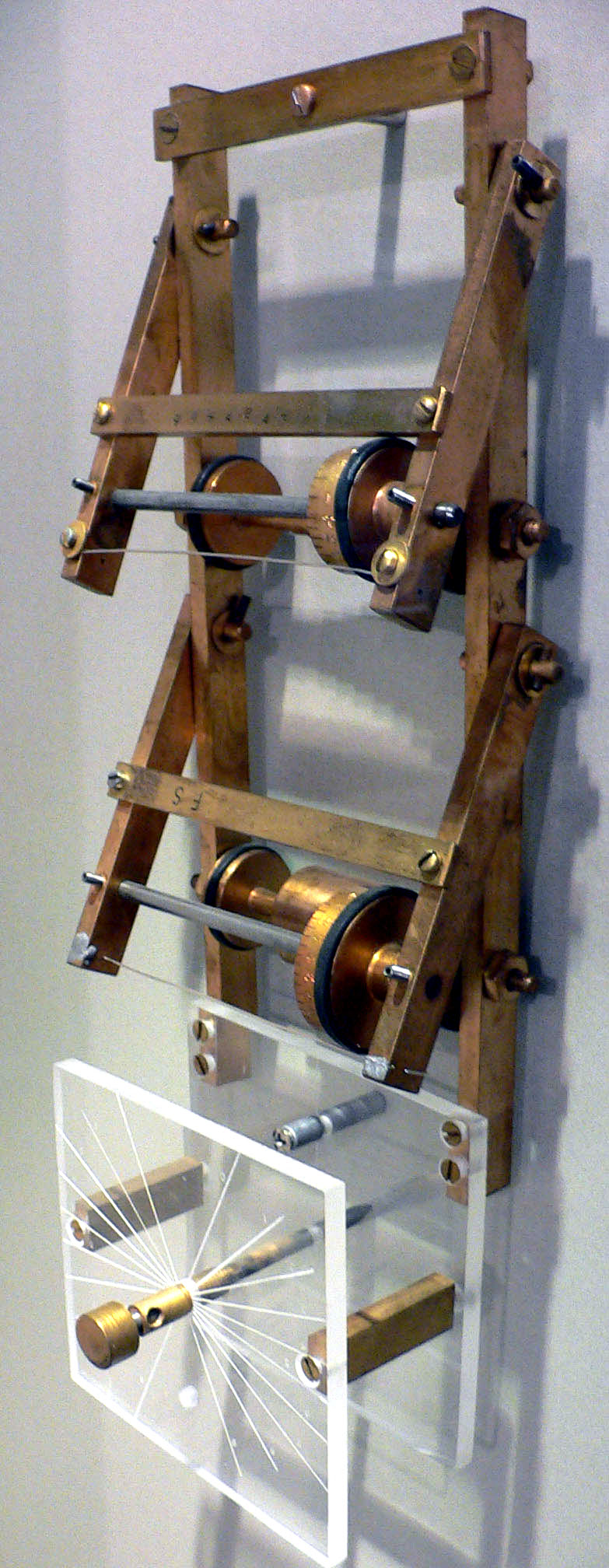
il FERMIAC o carrello Monte Carlo, dispositivo analogico inventato da Enrico Fermi per facilitare gli studi del trasporto di neutroni.

Il carrello  Monte Carlo, o FERMIAC, è un computer analogico inventato dal fisico Enrico Fermi quale ausilio negli studi sul trasporto dei neutroni. L'ideazione di un dispositivo del genere voleva sopperire alle necessità di calcolo durante una pausa forzata nell'operatività di ENIAC, dovuta al suo trasloco in altra sede. 

## Utilizzo
Il FERMIAC usava il metodo Monte Carlo per creare un modello matematico del trasporto dei neutroni in vari tipi di sistemi nucleari. Data una distribuzione iniziale di neutroni, lo scopo del processo è di sviluppare genealogie di neutroni in due dimensioni, o modelli di comportamento di neutroni individuali, comprendenti ciascuno collisioni, spargimenti, e fissioni. Quando si verifica una fissione, viene predetto il numero dei neutroni emergenti, e il comportamento di ciascuno di questi neutroni viene poi modellato come il primo. In ogni fase vengono usati numeri pseudo-casuali per ricavare le decisioni che influenzano il comportamento di ciascun neutrone.
Il FERMIAC usa questo metodo per creare genealogie bidimensionali di neutroni su un diagramma in scala di un dispositivo nucleare. Una serie di tamburi sul dispositivo viene impostata a seconda dei materiali che vengono attraversati e una scelta casuale fra neutroni veloci e lenti. Inoltre, numeri casuali determinano la direzione del viaggio e la distanza fino alla successiva collisione. Una volta impostati i tamburi, il carrello viene spinto lungo il diagramma, disegnando un percorso al suo passaggio. In qualsiasi momento una variazione nel materiale viene indicata sul diagramma, l'impostazione del tamburo viene regolata di conseguenza prima di continuare.

## Storia

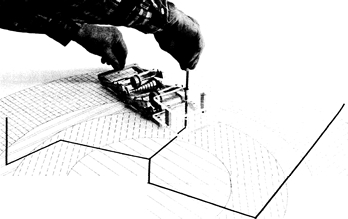
il FERMIAC in attività

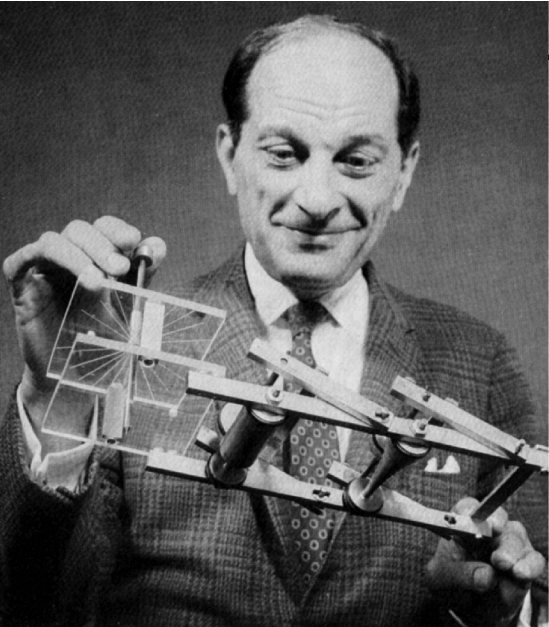
Il FERMIAC in mano al matematico Stanisław Ulam.

All'inizio degli anni trenta, il fisico italiano Enrico Fermi aveva guidato un gruppo di giovani scienziati (poi denominati ragazzi di via Panisperna) in esperimenti, poi divenuti famosi, di fisica nucleare. Durante questo periodo, Fermi sviluppò tecniche di rappresentazione statistica che furono effettivamente utilizzate per predire i risultati degli esperimenti.
Anni dopo, nel 1946, Fermi partecipò all'iniziale revisione dei risultati provenienti dall'ENIAC. Tra gli altri presenti, si trovava il matematico del Los Alamos National Laboratory Stanisław Ulam, che aveva familiarità con l'uso di tecniche di rappresentazione statistica simili a quelle sviluppate in precedenza da Fermi. Tali tecniche erano per la maggior parte cadute in disuso, a causa dei lunghi e ripetitivi calcoli richiesti. Comunque, munito delle capacità di calcolo dell'ENIAC, Ulam vide un'opportunità per farle risorgere. Discusse queste idee con John von Neumann che in quel periodo utilizzava  l'ENIAC per mettere alla prova il metodo Monte Carlo (il nome con cui queste tecniche furono denominate), per risolvere una varietà di problemi relativi al trasporto di neutroni.
Prima che l'ENIAC potesse essere usato per questo scopo, bisognava però attenderne lo spostamento nella sua collocazione permanente, prevista nel laboratorio di ricerca balistica. Fu durante questa interruzione di operatività dell'ENIAC, che Fermi giunse  all'idea di questo dispositivo analogico. Incaricò il suo collega Percy King della costruzione dello strumento, a cui fu dato in seguito il nome di FERMIAC. Il dispositivo fu usato per circa due anni.
Il FERMIAC si trova in mostra nel Bradbury Science Museum di Los Alamos.